# Relations entre la Bolivie et l'Iran
Les relations entre la Bolivie et l'Iran font référence aux relations diplomatiques entre la l'État plurinational de Bolivie et la République Islamique d'Iran Les deux pays sont membres des Nations unies. Les relations entre les deux pays sont relativement récentes, ayant été établies le 8 septembre 2007, sous les présidences respectivement d'Evo Morales et de Mahmud Ahmadinejad.

## Chronologie des relations
Dans les années 2000, la Bolivie fait partie, avec le Brésil, le Venezuela et le Nicaragua, des pays socialistes d'Amérique du Sud souhaitant s'affirmer face à l'influence des États-Unis, notamment en faisant leurs propres choix en matière de politique étrangère,.
L'Iran et la Bolivie ont alors en commun une proximité avec le Venezuela d'Hugo Chavez, qui leur sert d'intermédiaire pour dialoguer. Début septembre 2007, l’ambassadeur iranien au Venezuela, Abdolah Zifa déclare « Nous sommes deux pays amis, frères, et révolutionnaires. Nous devons renforcer nos relations ».
La semaine suivante, La Paz et Téhéran établissent officiellement des relations diplomatiques, à l'occasion d'une visite du président iranien Mahmud Ahmadinejad, en Bolivie, la première dans ce pays d'un président iranien en exercice.
En 2008, son homologue bolivien Evo Morales se rend à son tour à Téhéran pour une visite de deux jours et apporte son soutien à Mahmoud Ahmadinejad dans sa posture « anti-impérialiste et la défense des droits du peuple iranien », tandis que le président iranien déclare que « les deux nations révolutionnaires et les gouvernements d'Iran et de Bolivie sont des alliés naturels ».
En octobre 2010, le président bolivien Evo Morales se rend à nouveau à Téhéran pour une visite de trois jours en Iran. Les deux chefs d'Etat affichent leur proximité en participant dans la même équipe à un match de futsal, diffusé par la télévision iranienne.
Les deux chefs d'État se rencontrent de nouveau deux ans plus tard à La Paz, où le président iranien fait une escale de quelques heures avant de se rendre au sommet sur le développement durable de Rio de Janeiro.

## Domaines de coopération
Dans les années 2000, avant l'établissement de leurs relations diplomatiques Téhéran offre à la Paz son aide dans plusieurs domaines comme le pétrole, l’agriculture ou la médecine, promettant un transfert de technologie et de compétences.
En 2007, lors de la visite de Mahmud Ahmadinejad en Bolivie, les deux chefs d'État signent des accords commerciaux et énergétiques, et publient un communiqué conjoint reconnaissant le droit « pour les pays en développement de mettre en œuvre un programme nucléaire dans un but pacifique ». Des accords sont également signés sur le gaz, les micro-entreprises, l'agro-industriel, l'élevage, l'énergie et le transfert de technologie.
En 2010, lors de la visite d'Evo Morales en Iran, les deux pays signent plusieurs accords de coopération notamment dans les secteurs minier, textile et agricole. Le président bolivien à la suite de cette visite qu'un projet commun avec l'Iran de construction d'une centrale nucléaire en Bolivie pour produire de l'électricité était à l'étude. Mahmud Ahmadinejad, ingénieur en physique nucléaire et désireux de développer cette énergie dans son pays, est alors également intéressé par les gisements de lithium et d'uranium découverts en Bolivie au dans les années 2000.
Le 17 juillet 2023, l'Iran, par la voix de son ministre de la Défense, annonce être prêt à fournir du matériel militaire à la Bolivie.